# Touabire
Le Touabire ou Touabir (parfois xaru naar, tuabir ou talabir), également appelé mouton maure à poils ras est une race ovine d'Afrique de l'Ouest élevée pour sa viande. Il appartient au groupe des moutons à queue fine. En anglais, il est également nommé White Maure ou White Arab.

## Origine et répartition
Le Touabire est une race originaire du sud-est de la Mauritanie. Son berceau serait soit le Hodh El Chargui, soit le Hodh El Gharbi où l'on trouve la tribu des Ladem. Elle est présente dans tout le pays. Elle s'est ensuite diffusée dans les pays voisins : au nord du Sénégal et au nord du Mali. Il se trouve en général au dessus du 15° degré de latitude.
Au Sénégal, la race est entrée grâce à des colonies maures dans le Ndiambour et le bassin du Saloum.

## Description
C'est un mouton de grande taille, à poil ras et blanc, plus ou moins tacheté d'un brun rouge ou de noir. Au Sénégal, les animaux sont souvent blancs avec une seule tache de couleur présente sur le dos ou le flanc. Les robes d'une seule couleur uniforme sont rares. Il a les yeux clairs, les oreilles tombantes et a parfois des pendeloques au niveau du cou. Le bélier porte des cornes d'une trentaine de centimètres, très souvent blanches mais elles sont rares chez les brebis et font en moyenne 10 cm.
Son poids est assez variable. Il pèse entre 30 et 45 kg pour un animal non engraissé et atteint 60 à 70 kg après engraissement. Dans de bonnes conditions et bien nourris, il peut atteindre les 90 kg.

## Élevage et production
Le Touabire est une race sahélienne adaptée au climat aride et semi-aride et a, par conséquent, du mal à supporter un climat humide. Elle est surtout élevée pour sa viande. Sa production de lait est faible avec une moyenne comprise entre 0,20 et 0,40 litre par jour. La lactation dure 5 à 6 mois.
Au Sénégal, il fait partie des principales races ovines du pays. Très apprécié, il est le mouton le plus vendu dans les grandes villes lors de la fête de Tabaski en raison de son rapport qualité/prix. Il y est élevé comme « mouton de case ».

## Croisements
Le Touabire a été utilisé pour améliorer le Peul-peul dans les années 1970. Le croisement a donné naissance au Waralé, une race ovine sénégalaise.
Le nom de Ladoum est parfois donné comme synonyme de Touabire par certaines sources,. Mais depuis la fin des années 1970, le Ladoum est le nom donné à un mouton sénégalais. L'une des origines retenues de celui-ci serait qu'il est issu d'une sélection par croisement d'une souche Touabire. Il est resté assez confidentiel et seulement connu au Sénégal pendant un long moment mais depuis 2019, la Fédération nationale des acteurs de la filière ovine (FENAFO) cherche à faire reconnaître le ladoum comme race à part entière.
Des croisements avec le Bali-Bali, un mouton peul du Niger et du Mali, peuvent également être trouvés.